# James M. Cole

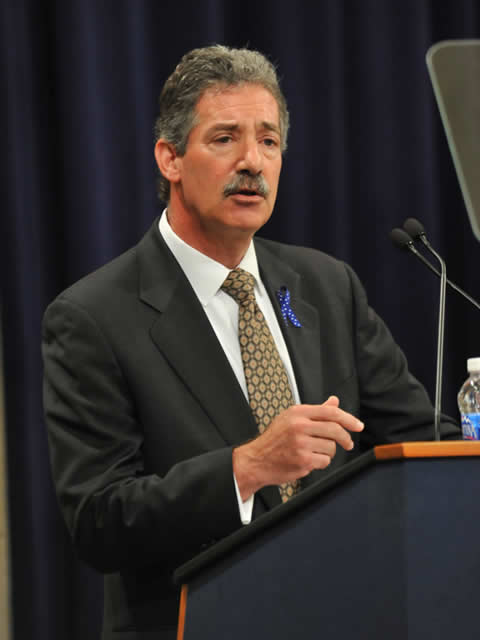
James M. Cole

James Michael Cole (* 2. Mai 1952 in Evanston, Illinois) ist ein US-amerikanischer Jurist, der vom 29. Dezember 2010 bis zum 8. Januar 2015 das Amt des stellvertretenden Justizministers (Deputy US Attorney General) ausübte.

## Leben
Nach dem Schulbesuch studierte Cole zunächst an der University of Colorado Boulder und erwarb dort 1975 einen Bachelor of Arts (B.A.). Ein darauf folgendes postgraduales Studium der Rechtswissenschaften am Hastings College of the Law der University of California schloss er 1979 mit einem Juris Doctor (J.D.) ab.
Cole trat erstmals 1979 in das US-Justizministerium ein und war dort 13 Jahre tätig, und zwar zunächst als Prozessanwalt in der Abteilung für Strafrecht (Criminal Division) und später als stellvertretender Leiter der dortigen Unterabteilung für Disziplinarrecht. Dort befasste er sich mit Ermittlungen und Anklagen zu Korruptionsverfahren gegen Mitarbeiter der öffentlichen Verwaltung und führte dort mehrere bedeutende Verfahren wie zum Beispiel gegen einen Richter an einem US District Court, ein Mitglied des US-Repräsentantenhauses sowie einen US Attorney.
Nach seinem Ausscheiden aus dem Justizministerium wechselte er 1992 als Rechtsanwalt in eine Anwaltskanzlei und war zuletzt von 1995 bis 2010 Partner der Kanzlei Bryan Cave LLP, wo er sich insbesondere auf Verfahren von Wirtschaftskriminalität spezialisierte. Des Weiteren war er für ein großes Versicherungsunternehmen als unabhängiger Beobachter in Gerichtsverfahren tätig, um dadurch Güteverfahrensprogramme aufzubauen und zu überprüfen und um sicherzustellen, dass Gesetze und Rechtsverordnungen eingehalten werden. Außerdem beriet er verschiedene Unternehmen in Fragen von Wertpapieren, Satzungen und Strafverfahren. 
Während dieser Zeit war Cole außerdem als Sonderberater des Ausschusses des Repräsentantenhauses für Ethikstandards (U.S. House Committee on Standards of Official Conduct). In dieser Rolle leitete er eine Untersuchung aufgrund von Vorwürfen, dass der Sprecher des Repräsentantenhauses Newt Gingrich unsachgemäß steuerfreie Mittel für parteipolitische Zwecke verwendet und den Ausschuss bei seiner Untersuchung falsche Angaben gemacht hatte. Coles Untersuchung führte zur Verabschiedung einer Resolution, die mit einer überwältigenden Mehrheit des gesamten US-Kongresses vorgenommen wurde. Darüber hinaus kam es zu einem förmlichen Verweis gegenüber Gingrich und der Forderung von Strafgeldern.
Während seiner Tätigkeit als Rechtsanwalt war Cole auch Lehrbeauftragter am Rechtszentrum der Georgetown University und hielt dort Vorlesungen über öffentliche Korruption und Rechtsethik. Außerdem war er als Lektor an der John F. Kennedy School of Government der Harvard University tätig und engagierte sich als Vorsitzender des Ausschusses für Wirtschaftskriminalität der American Bar Association (ABA) und als Vorsitzender der Strafrechtsabteilung dieser Organisation.
Am 29. Dezember 2010 wurde er von US-Präsident Barack Obama als Nachfolger von David W. Ogden zum stellvertretenden US-Justizminister (Deputy US Attorney General) ernannt und am 28. Juni 2011 vom US-Senat mit 55 zu 42 in diesem Amt bestätigt.